# Marovoay (stad)
Marovoay is een stad in Madagaskar, gelegen in de regio Boeny. De stad telt 28.674 inwoners (2005).

## Geschiedenis
Tot 1 oktober 2009 lag Marovoay in de provincie Mahajanga. Deze werd echter opgeheven en vervangen door de regio Boeny. Tijdens deze wijziging werden alle autonome provincies opgeheven en vervangen door de in totaal 22 regio's van Madagaskar.

## Infrastructuur
Marovoay heeft haar eigen haven. Naast het basisonderwijs biedt de stad zowel middelbaar als hoger onderwijs aan. Tevens beschikt de stad over haar eigen ziekenhuis.

## Economie
Landbouw en veeteelt bieden werkgelegenheid aan respectievelijk 60% en 24% van de beroepsbevolking. Het belangrijkste gewas in Marovoay is rijst, terwijl andere belangrijke producten cassave en zoete aardappelen betreffen. In de industriële en dienstensector werkt respectievelijk 2% en 10% van de bevolking. Daarnaast werkt 4% van de bevolking in de visserij.
- Virtual International Authority File: 315127178